# 塞纳河畔沙蒂永
塞纳河畔沙蒂永（法語：Châtillon-sur-Seine，法語發音：[ʃɑtijɔ̃.syʁ.sɛn]），法国东北部城市，勃艮第-弗朗什-孔泰大区科多尔省的一个市镇，隶属于蒙巴尔区，其市镇面积为33.15平方公里，2022年1月1日时人口数量为5,404人，在法国城市中排名第2,048位。
塞纳河畔沙蒂永位于科多尔省北部，塞纳河畔，历史上为勃艮第王国北部的一座边境城市，近代因采石业而得到发展，二战时期曾严重受到破坏，现为一个区域性的中心城市和公路枢纽。
法国物理学家路易·保罗·卡耶泰出生于塞纳河畔沙蒂永。

## 地名来源
“沙蒂永”一名是法语单词“城堡”（法語：Château）的变体，而“塞纳河畔”这一后缀则于1801年被添加。

## 历史

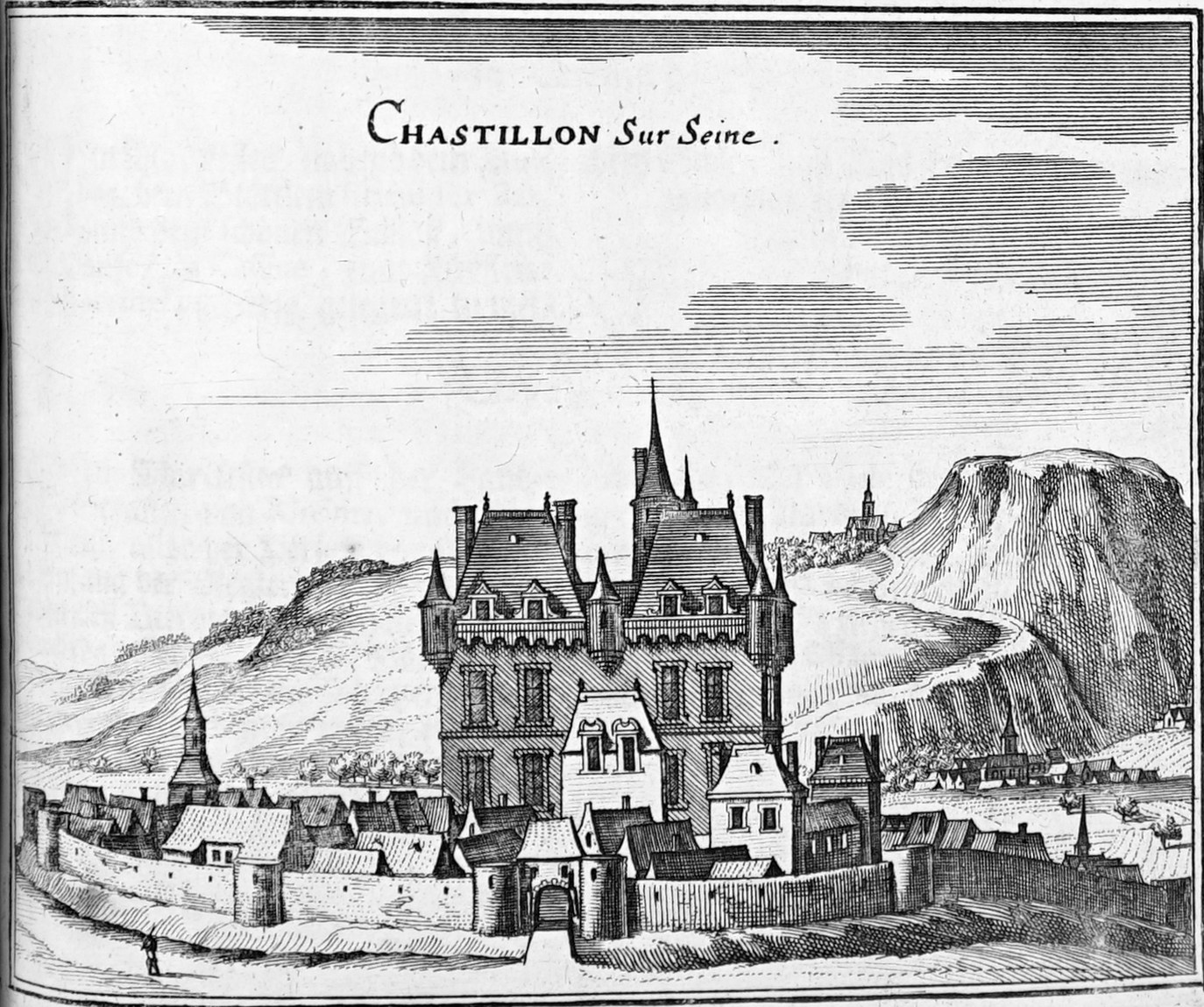
17世纪时的塞纳河畔沙蒂永

在古典时期，塞纳河畔沙蒂永是林貢斯人的活动范围，其一处河畔的山坡附近形成的村镇，被称为，罗马人入侵后，沙蒂永所处区域被划为拉苏瓦县，并成为该区域的中心城市，同时也成为了朗格勒的一个教区。中世纪初，勃艮第人控制了这一区域，并在的上方新建了。两个村落分属于不同的执政者，相互对立，直达1453年勃艮第王国灭亡才得以合并。1650年，路易十四曾途径塞纳河畔沙蒂永，当地贵族使用鳟鱼酱作为接待。法国大革命后，塞纳河畔沙蒂永成为科多尔省的一个副省会，后于1926年撤销。工业革命期间，多条铁路在塞纳河畔沙蒂永交汇，当地因采石业而得到发展。普法战争期间，率领孚日山军团在此与普鲁士军队交战并取得胜利。1940年6月15日，塞纳河畔沙蒂永遭到纳粹德军的猛烈轰炸，位于自由区的城市勒皮接待了大批沙蒂永的难民，直至1944年二战结束。战后，当地政府为感谢勒皮的援助，将其市中心的广场命名为“勒皮市广场”（Place de la ville du Puy）。二十世纪末，当地的采石场及铁厂关闭，塞纳河畔沙蒂永人口数量有所下降。

## 地理

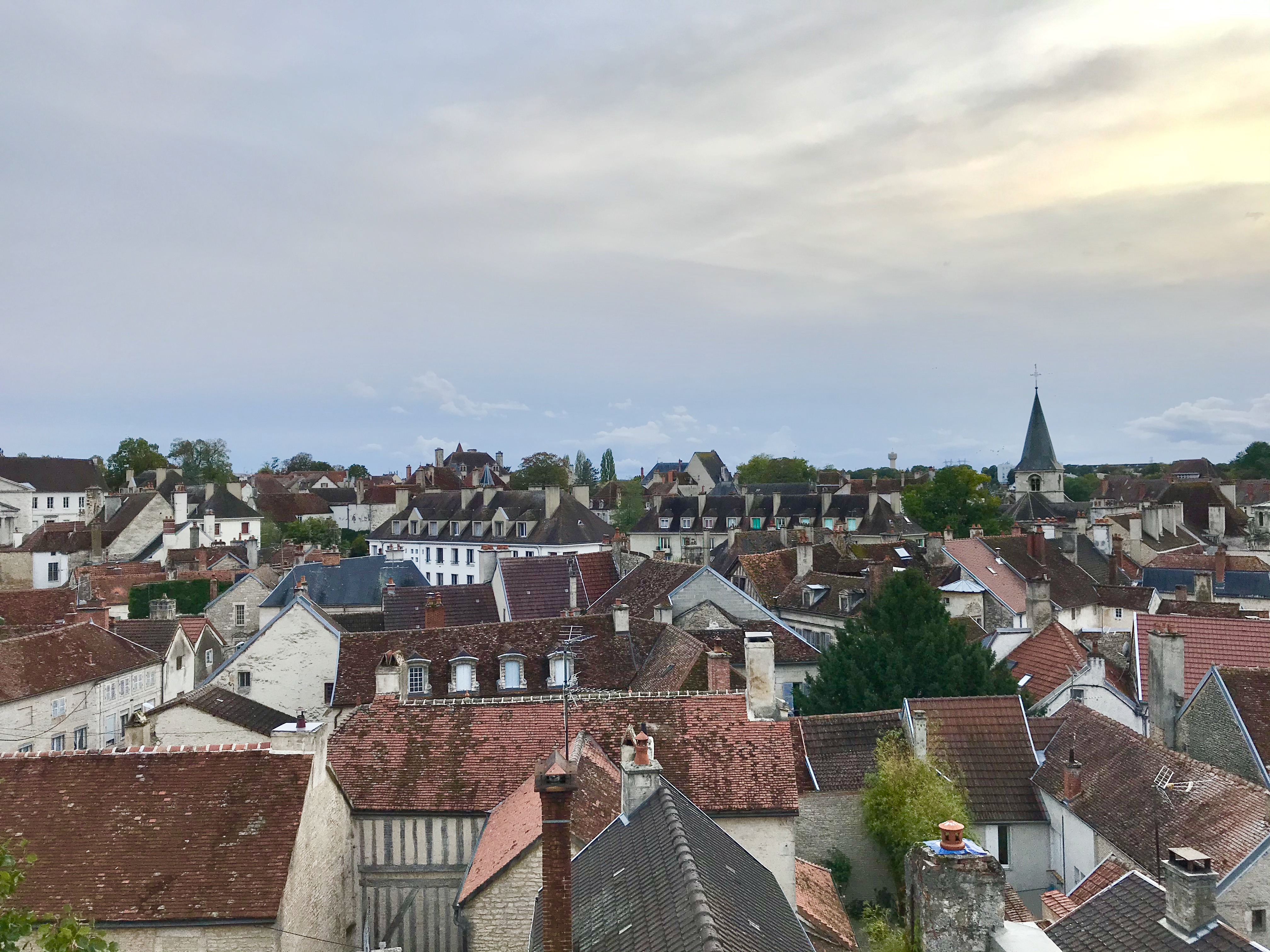
鸟瞰塞纳河畔沙蒂永

塞纳河畔沙蒂永位于法国中北部偏东，勃艮第-弗朗什-孔泰大区北部偏西和科多尔省北部，距离省会第戎大约83公里。与塞纳河畔沙蒂永接壤的市镇包括：马桑日、班塞、乌尔斯河畔普吕利、塞纳河畔圣科隆布、维利耶勒迪克、迈塞勒迪克、蒙利奥和库尔塞勒。

### 地形
塞纳河畔沙蒂永位于科多尔高原北部，境内以浅丘为主，市区大致分为上城和下城两个部分，其中上城为圣沃尔勒教堂，下城则为主城区，全境海拔在211到298米之间。

### 水文
塞纳河干流呈倒“S”型自东南向西北流经塞纳河畔沙蒂永，其境内的杜伊泉是塞纳河上游重要的水源之一。

### 植被
塞纳河畔沙蒂永属于温带落叶林区，市区内的主要绿地分布于塞纳河两岸以及境内的一些坡地上。

### 气候
塞纳河畔沙蒂永在柯本气候分类法中属于温带海洋性气候。
塞纳河畔沙蒂永境内设有气象站，以下为该气象站的数据（其中日照数据取自第戎）：
| 塞纳河畔沙蒂永1981年－2019年 | 塞纳河畔沙蒂永1981年－2019年 | 塞纳河畔沙蒂永1981年－2019年 | 塞纳河畔沙蒂永1981年－2019年 | 塞纳河畔沙蒂永1981年－2019年 | 塞纳河畔沙蒂永1981年－2019年 | 塞纳河畔沙蒂永1981年－2019年 | 塞纳河畔沙蒂永1981年－2019年 | 塞纳河畔沙蒂永1981年－2019年 | 塞纳河畔沙蒂永1981年－2019年 | 塞纳河畔沙蒂永1981年－2019年 | 塞纳河畔沙蒂永1981年－2019年 | 塞纳河畔沙蒂永1981年－2019年 | 塞纳河畔沙蒂永1981年－2019年 |
| 月份                         | 1月                          | 2月                          | 3月                          | 4月                          | 5月                          | 6月                          | 7月                          | 8月                          | 9月                          | 10月                         | 11月                         | 12月                         | 全年                         |
| ---------------------------- | ---------------------------- | ---------------------------- | ---------------------------- | ---------------------------- | ---------------------------- | ---------------------------- | ---------------------------- | ---------------------------- | ---------------------------- | ---------------------------- | ---------------------------- | ---------------------------- | ---------------------------- |
| 历史最高温 °C（°F）          | 15.4 (59.7)                  | 21.3 (70.3)                  | 25 (77)                      | 27 (81)                      | 28.5 (83.3)                  | 32.7 (90.9)                  | 40 (104)                     | 36.7 (98.1)                  | 32.5 (90.5)                  | 29.3 (84.7)                  | 26.4 (79.5)                  | 19 (66)                      | 40 (104)                     |
| 平均高温 °C（°F）            | 5.8 (42.4)                   | 6.6 (43.9)                   | 10.4 (50.7)                  | 13.8 (56.8)                  | 18.6 (65.5)                  | 21.5 (70.7)                  | 26 (79)                      | 25.4 (77.7)                  | 21.7 (71.1)                  | 16.2 (61.2)                  | 9.9 (49.8)                   | 6.5 (43.7)                   | 15.2 (59.4)                  |
| 日均气温 °C（°F）            | 3.1 (37.6)                   | 2.5 (36.5)                   | 6 (43)                       | 8.6 (47.5)                   | 12.9 (55.2)                  | 15.7 (60.3)                  | 19.1 (66.4)                  | 18.4 (65.1)                  | 15.6 (60.1)                  | 11.6 (52.9)                  | 6.3 (43.3)                   | 4 (39)                       | 10.3 (50.5)                  |
| 平均低温 °C（°F）            | 0.5 (32.9)                   | −1.4 (29.5)                  | 1.7 (35.1)                   | 3.5 (38.3)                   | 7.2 (45.0)                   | 9.9 (49.8)                   | 12.1 (53.8)                  | 11.8 (53.2)                  | 9.7 (49.5)                   | 7.2 (45.0)                   | 2.7 (36.9)                   | 1.3 (34.3)                   | 5.5 (41.9)                   |
| 历史最低温 °C（°F）          | −22.4 (−8.3)                 | −18.4 (−1.1)                 | −8.8 (16.2)                  | −7.1 (19.2)                  | −2.1 (28.2)                  | −0.1 (31.8)                  | 3.4 (38.1)                   | 1.7 (35.1)                   | −6 (21)                      | −5.5 (22.1)                  | −10.2 (13.6)                 | −13 (9)                      | −22.4 (−8.3)                 |
| 平均降水量 mm（）            | 48.7 (1.92)                  | 47.5 (1.87)                  | 27.4 (1.08)                  | 42.3 (1.67)                  | 44.5 (1.75)                  | 35.5 (1.40)                  | 26.3 (1.04)                  | 37.1 (1.46)                  | 38.4 (1.51)                  | 41.7 (1.64)                  | 40.5 (1.59)                  | 68.1 (2.68)                  | 498.1 (19.61)                |
| 月均日照時數                 | 63.9                         | 94.4                         | 151.3                        | 185.4                        | 212.3                        | 239.1                        | 248.3                        | 233.6                        | 181.3                        | 117.2                        | 67.8                         | 54.2                         | 1,848.8                      |
| 来源：infoclimat.fr          |                              |                              |                              |                              |                              |                              |                              |                              |                              |                              |                              |                              |                              |

## 行政区划
塞纳河畔沙蒂永是法国勃艮第-弗朗什-孔泰大区科多尔省的一个市镇，编号为21154。塞纳河畔沙蒂永隶属于蒙巴尔区，管理塞纳河畔沙蒂永县，同时也是沙蒂永地区市镇公共社区的办公驻地。
法国国家统计与经济研究所（简称）在进行数据统计时，将塞纳河畔沙蒂永单独设为核心区（Unité urbaine），并将包括核心区在内的周边共35个市镇划为塞纳河畔沙蒂永城市区。同时，还将塞纳河畔沙蒂永市镇分为了3个“块区”（IRIS），以便于统计人口分布情况。

## 交通

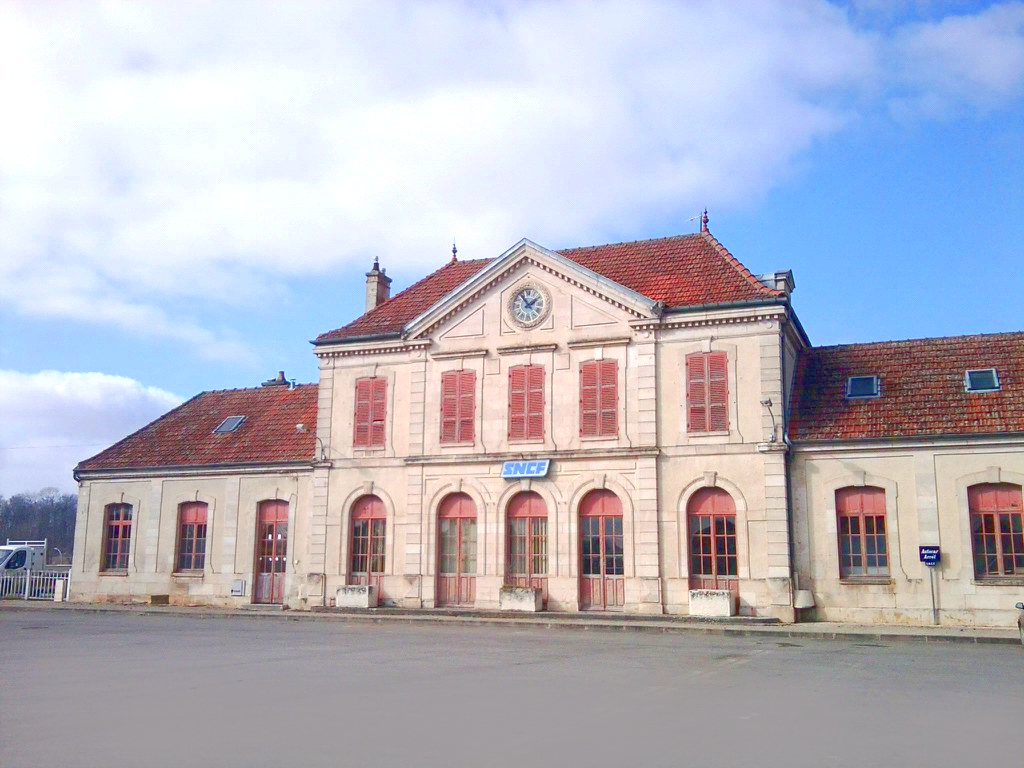
塞纳河畔沙蒂永站的主站房

### 公路
多条科多尔省省道在塞纳河畔沙蒂永境内交汇，勃艮第-弗朗什-孔泰大区下属的城际客运提供巴士线路，可前往第戎、蒙巴尔和蒂耶河畔伊斯三个方向，此外奥布省城际客运提供连接特鲁瓦的城际巴士。
| 塞纳河畔沙蒂永前往周边主要城市的公路里程（km） | 塞纳河畔沙蒂永前往周边主要城市的公路里程（km） | 塞纳河畔沙蒂永前往周边主要城市的公路里程（km） |
| ---------------------------------------------- | ---------------------------------------------- | ---------------------------------------------- |
|                                                | 特鲁瓦 67                                      |                                                |
| 欧塞尔 85 桑斯 120                             | 塞纳河畔沙蒂永                                 | 肖蒙 58                                        |
|                                                | 第戎 83                                        |                                                |

2017年，64.8%的塞纳河畔沙蒂永家庭拥有至少一辆的私人汽车。2018年，塞纳河畔沙蒂永境内共发生各类交通事故5起，造成1人遇难，4人受伤。

### 铁路
塞纳河畔沙蒂永站位于市区北部，其客运服务已于1980年关闭。

### 航空
塞纳河畔沙蒂永飞行场位于市区南部，建于1918年，曾为一个军事基地，现为一个备用机场，提供救援及各类航空作业。
距离塞纳河畔沙蒂永最近的民用航空站为多勒机场，距离塞纳河畔沙蒂永市中心的公路里程约135公里。

### 城市公共交通
截至2020年10月，塞纳河畔沙蒂永暂无城市公共交通系统。

## 政治

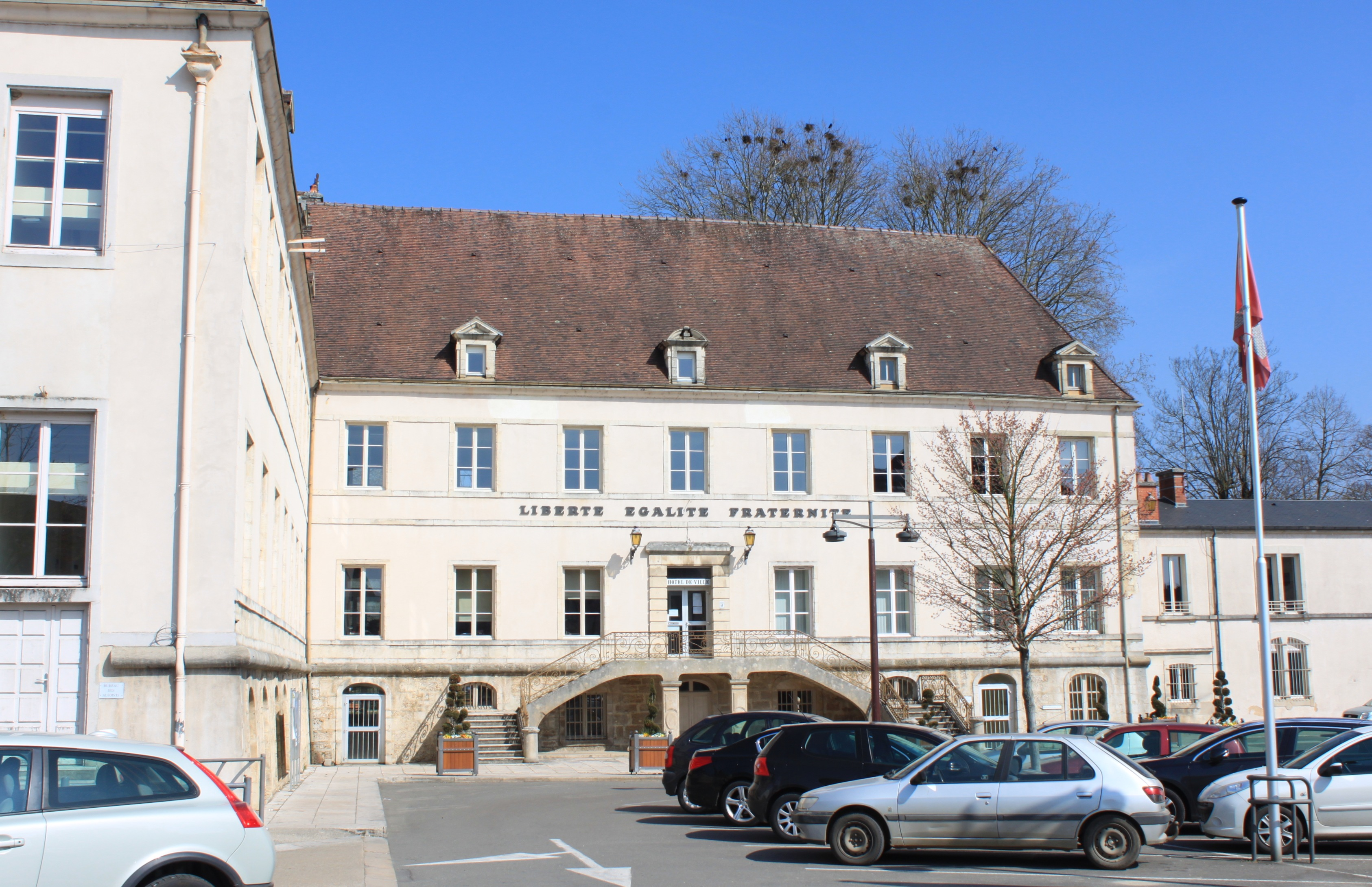
塞纳河畔沙蒂永市政厅

塞纳河畔沙蒂永的现任市长为于贝尔·布里冈先生（Hubert Brigand），他是一名右翼无党派人士，在2020年的市政选举中获得了79.65%的支持率。
在2017年的法国总统大选中，法国第25任总统埃马纽埃尔·马克龙在塞纳河畔沙蒂永获得了56.58%的支持率。
| 塞纳河畔沙蒂永历届市长 |                 |                   |
| 任期                   | 市长            | 党派              |
| 1965年－1989年         | 米歇尔·索代尔   | RI独立激进党      |
| 1989年－1995年         | 米歇尔·塞雷克斯 | PS社会党          |
| 1995年－               | 于贝尔·布里冈   | DVD右翼无党派人士 |

## 人口
2017年，塞纳河畔沙蒂永市镇人口数量为5,373，在法国排名第2,048位。其中男性2,447人，女性2,926人，75岁及以上人口占13.9%，外籍人口数量为1,297人，人口密度为162人/平方公里，当地居民被称为（男性）或（女性）。2018年，塞纳河畔沙蒂永境内出生40人，死亡人口73人。
| 年份   | 1936  | 1946  | 1954  | 1962  | 1968  | 1975  | 1982  | 1990  | 1999  | 2006  | 2011  | 2016  | 2017  |
| ------ | ----- | ----- | ----- | ----- | ----- | ----- | ----- | ----- | ----- | ----- | ----- | ----- | ----- |
| 人口數 | 4,849 | 4,240 | 4,609 | 5,518 | 6,264 | 7,383 | 7,561 | 6,862 | 6,269 | 5,837 | 5,515 | 5,378 | 5,373 |

## 经济
塞纳河畔沙蒂永是一个区域性的中心城市，行政、医疗及社会服务是当地的主要就业岗位类型。

## 财政收入
2018年，塞纳河畔沙蒂永的财政收入总额为7,811,150欧元，财政支出总额为6,504,180欧元，当年的债务总额为571,620欧元。
2014年，塞纳河畔沙蒂永的人均收入总额为2,406欧元，其中高职人员为3,999欧元，普通职员为1,697欧元。
2017年，塞纳河畔沙蒂永境内的青壮年（15至64岁）失业率为18.4%，当地33.1%的家庭拥有纳税资格。

## 社会事务

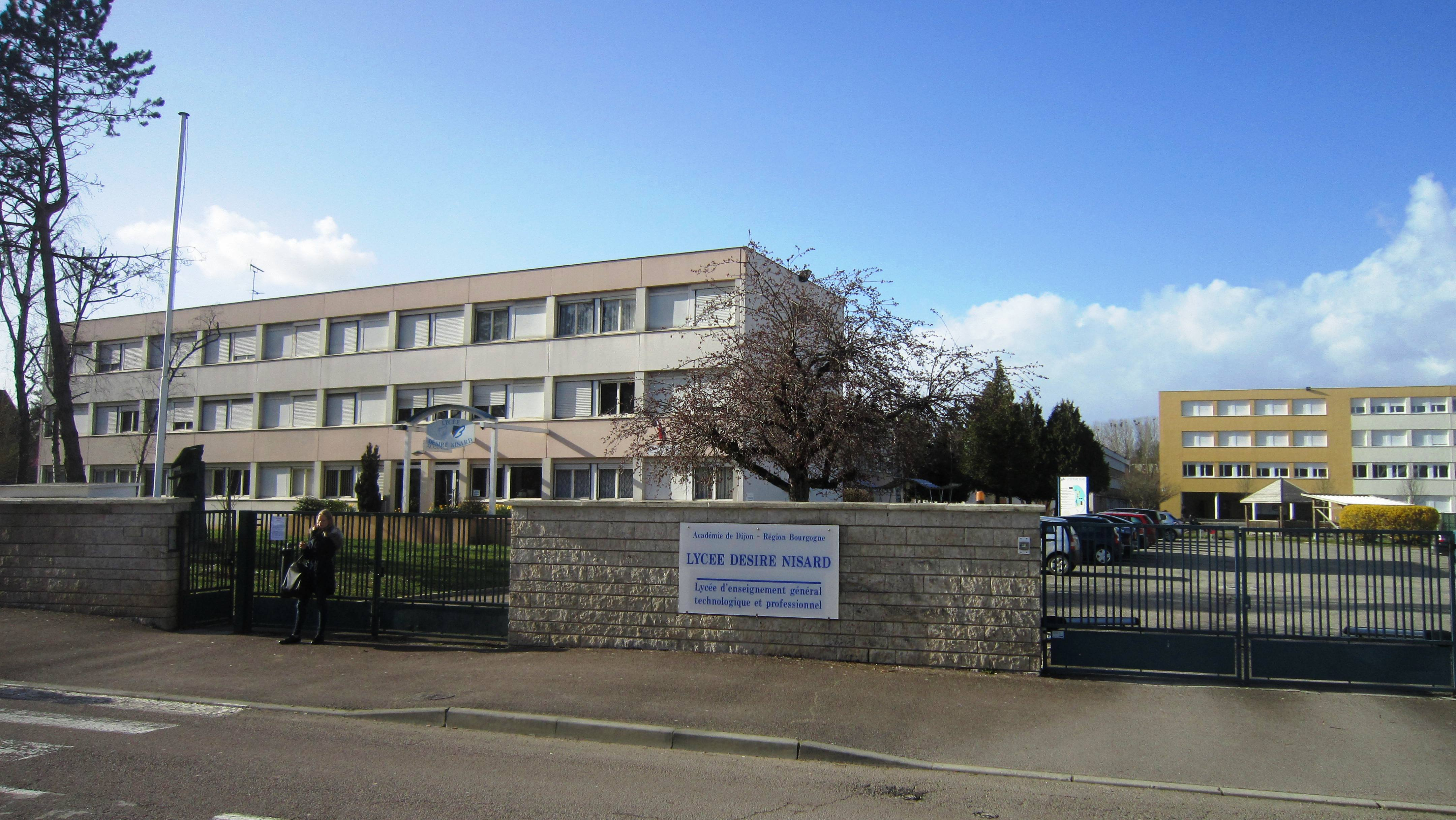
塞纳河畔沙蒂永的一所高级中学

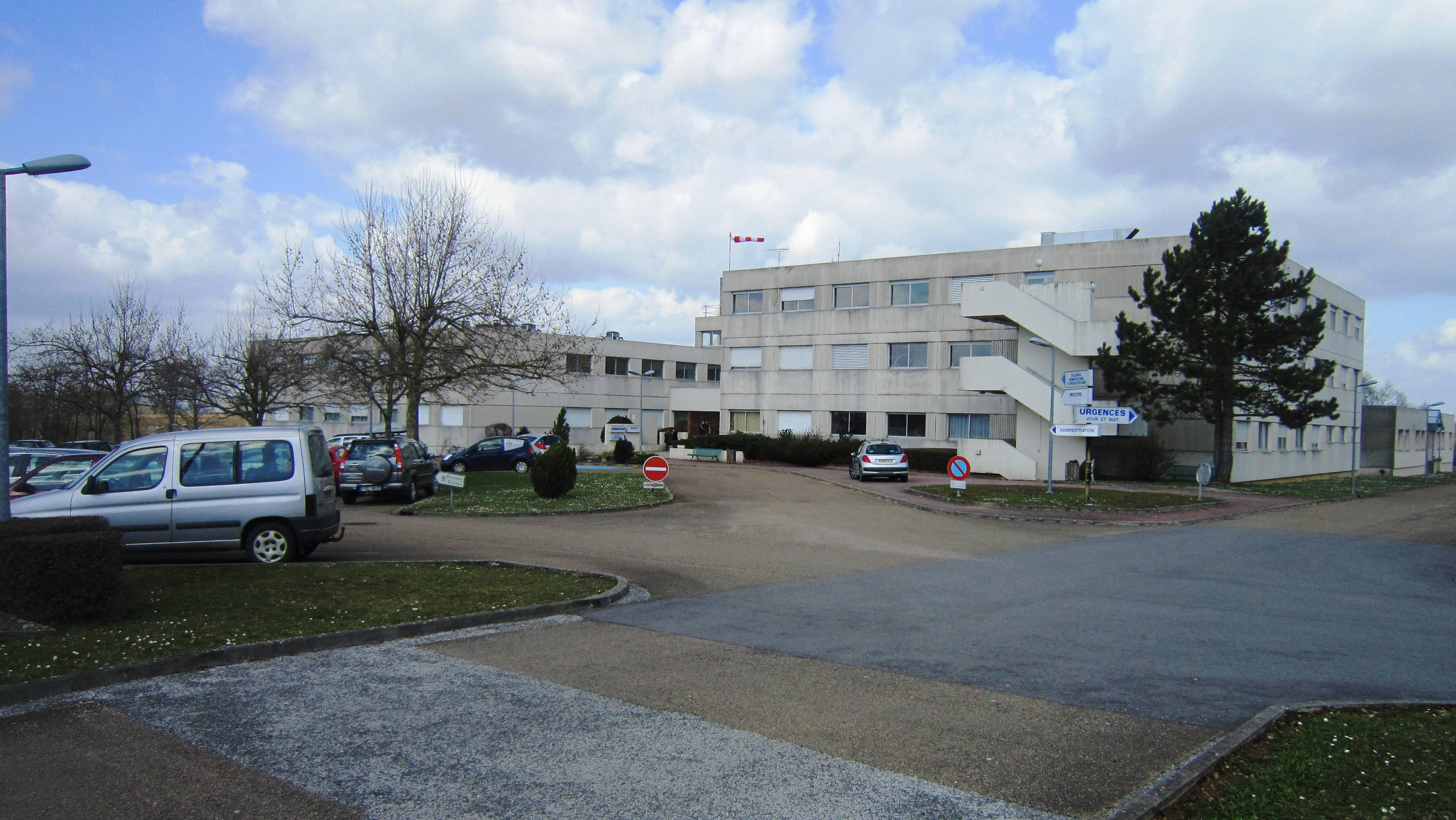
沙蒂永中心医院

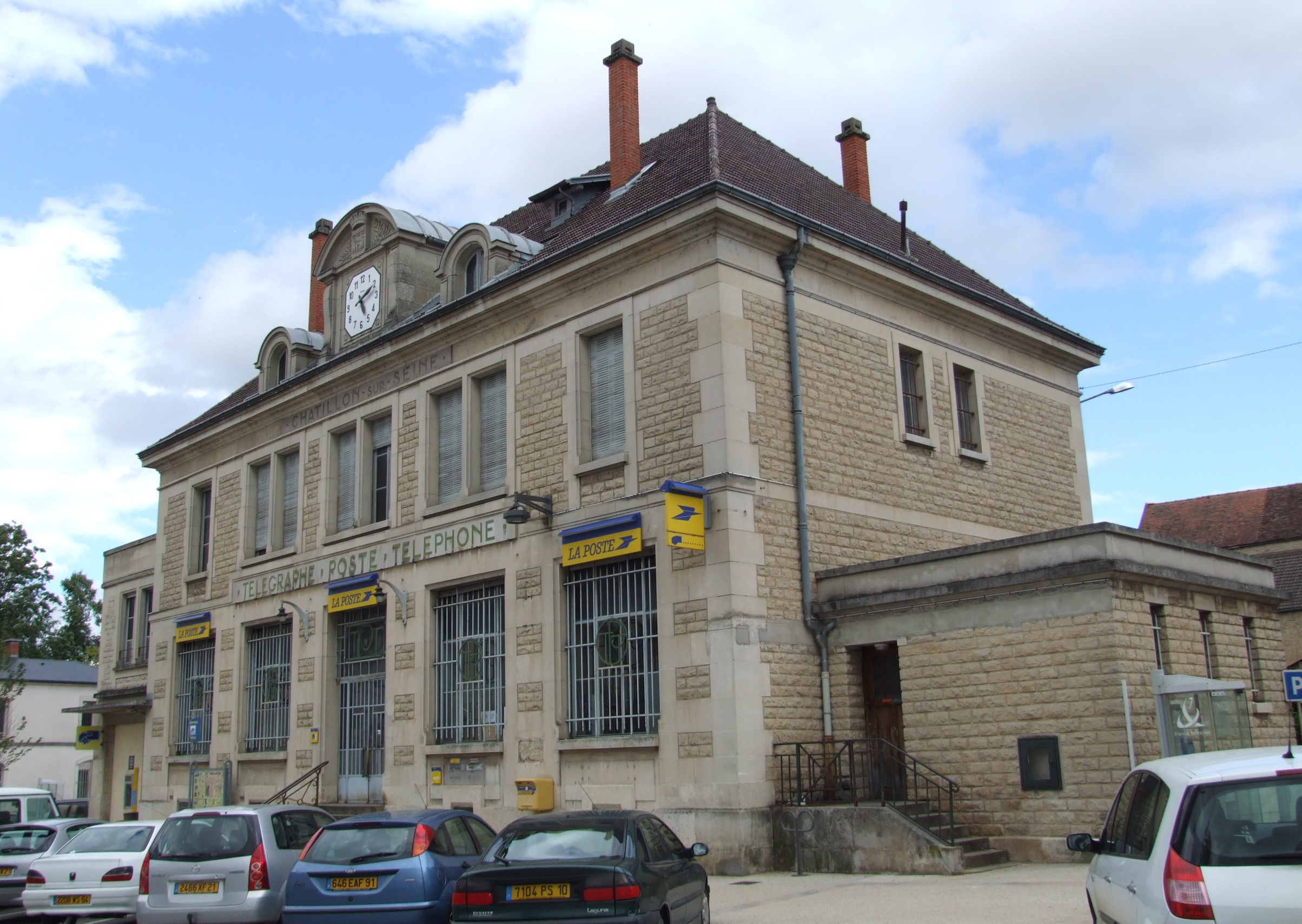
塞纳河畔沙蒂永邮局

### 教育
塞纳河畔沙蒂永属于第戎学区。截止2019年1月1日，塞纳河畔沙蒂永境内共有3所幼儿园、4所小学、2所初级中学、2所普通高中和1所农业高中。2018至2019学年度，塞纳河畔沙蒂永境内共有在校中小学生1,277名。

### 医疗
截止2019年1月1日，塞纳河畔沙蒂永境内共有全科医生7名、保健师6名、牙医6名、护士10名、皮肤科医生1名和妇科医生1名。境内共有药房3家、养老院2家、残疾人帮扶中心3家。
塞纳河畔沙蒂永中心医院（Centre Hospitalier de Châtillon-sur-Seine）是法国的一个区域性医疗系统，其主病区位于塞纳河畔沙蒂永市区，设有床位231个，是当地规模最大的公立综合性医院。

### 住房
2017年，塞纳河畔沙蒂永境内共有各类住房3,156套，其中82.6%为常住房屋。集中式居民区主要分布在市区南部。

### 商业
2018年，塞纳河畔沙蒂永境内共有各类商铺384家，其中餐饮服务类183家。市区北部建有开放式商业街区，欧尚在此设有分店。

### 体育
2019年，塞纳河畔沙蒂永境内共有1家游泳池、2间健身房、1座综合体育场、6处网球场、1处马术场、3处足球或橄榄球场以及2处篮球或排球场。
沙蒂永-科隆布足球联盟（Union Chatillonnaise Colombine Football）是当地的一支足球队，2020至2021赛季参加区域性的足球联赛。

### 环境
塞纳河畔沙蒂永的环境事务由其所属的公共社区负责。2018年，塞纳河畔沙蒂永境内暂无污染企业。

### 治安
2014年，塞纳河畔沙蒂永及附近地区共发生各类案件1,664起，其中盗窃类案件902起，经济类案件201起，毒品交易类案件123起。

## 文化
2019年，塞纳河畔沙蒂永境内共有1家电影院和1家博物馆。塞纳河畔沙蒂永市政府提供多媒体中心，向公众全年开放。

### 建筑
塞纳河畔沙蒂永境内有多处法国国家文物保护单位，其中圣沃尔勒教堂、沙蒂永圣母修道院等为当地的代表性建筑物。

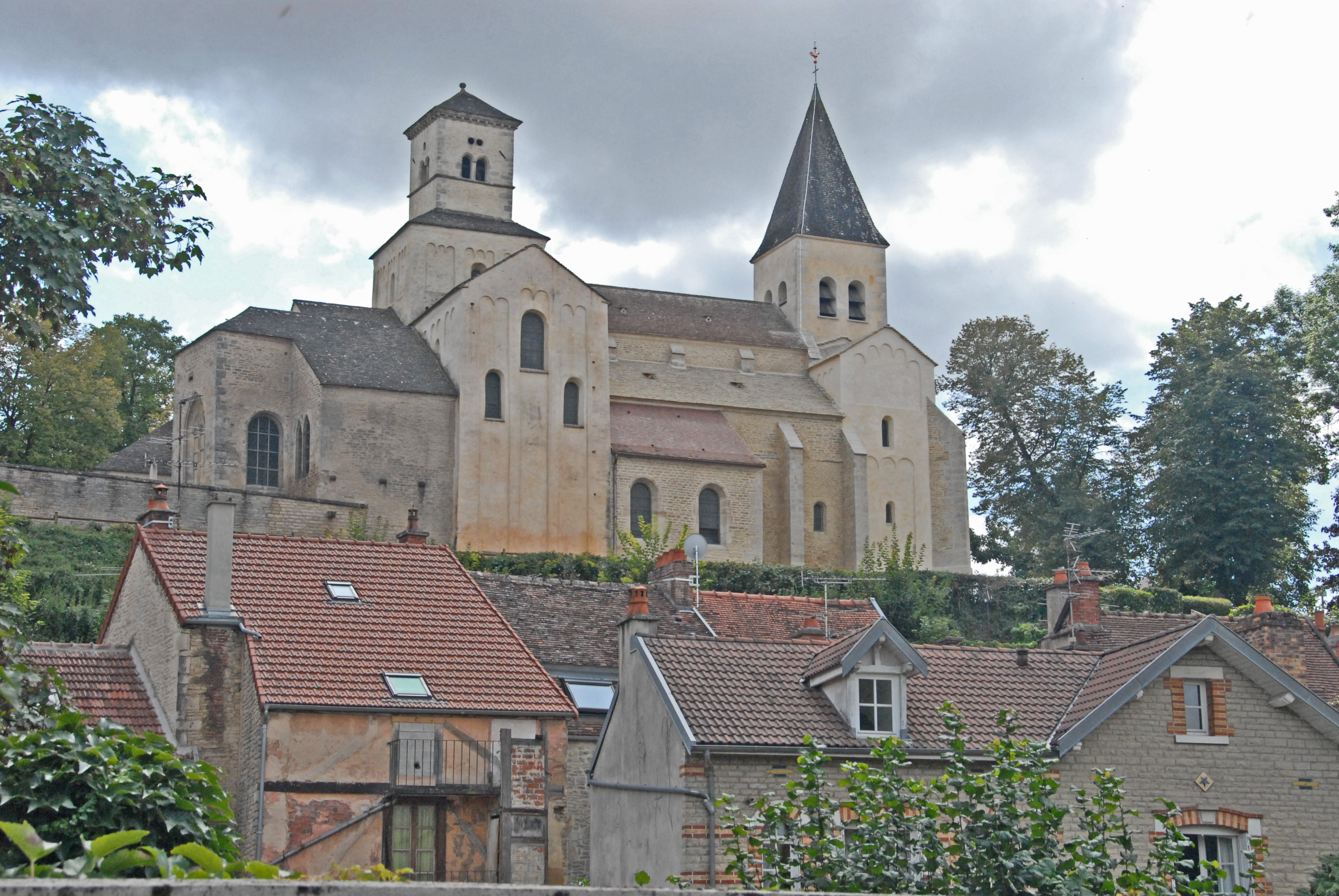
圣沃尔勒教堂（法语：Église Saint-Vorles）
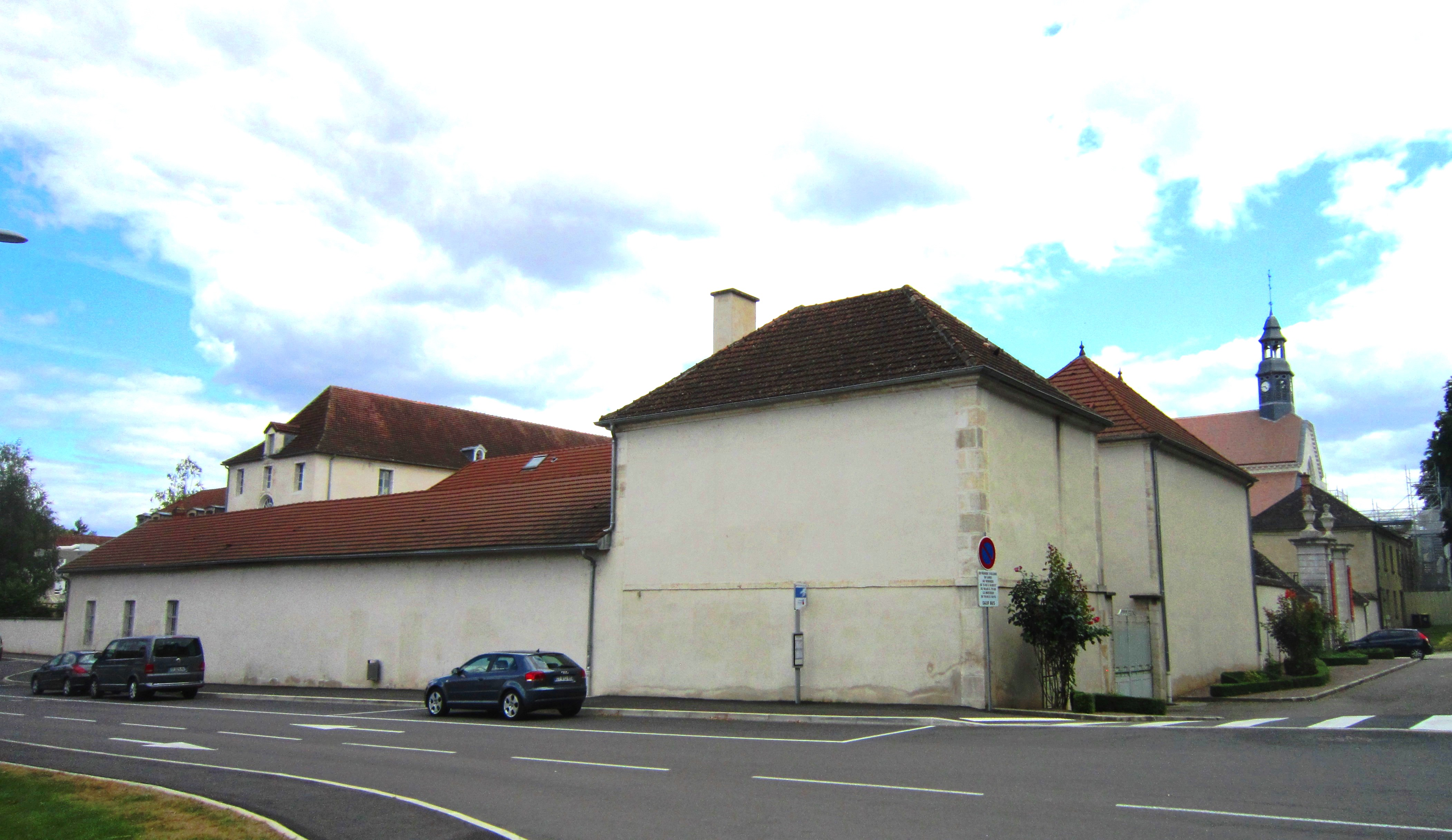
圣母修道院（法语：Abbaye Notre-Dame de Châtillon）旧址
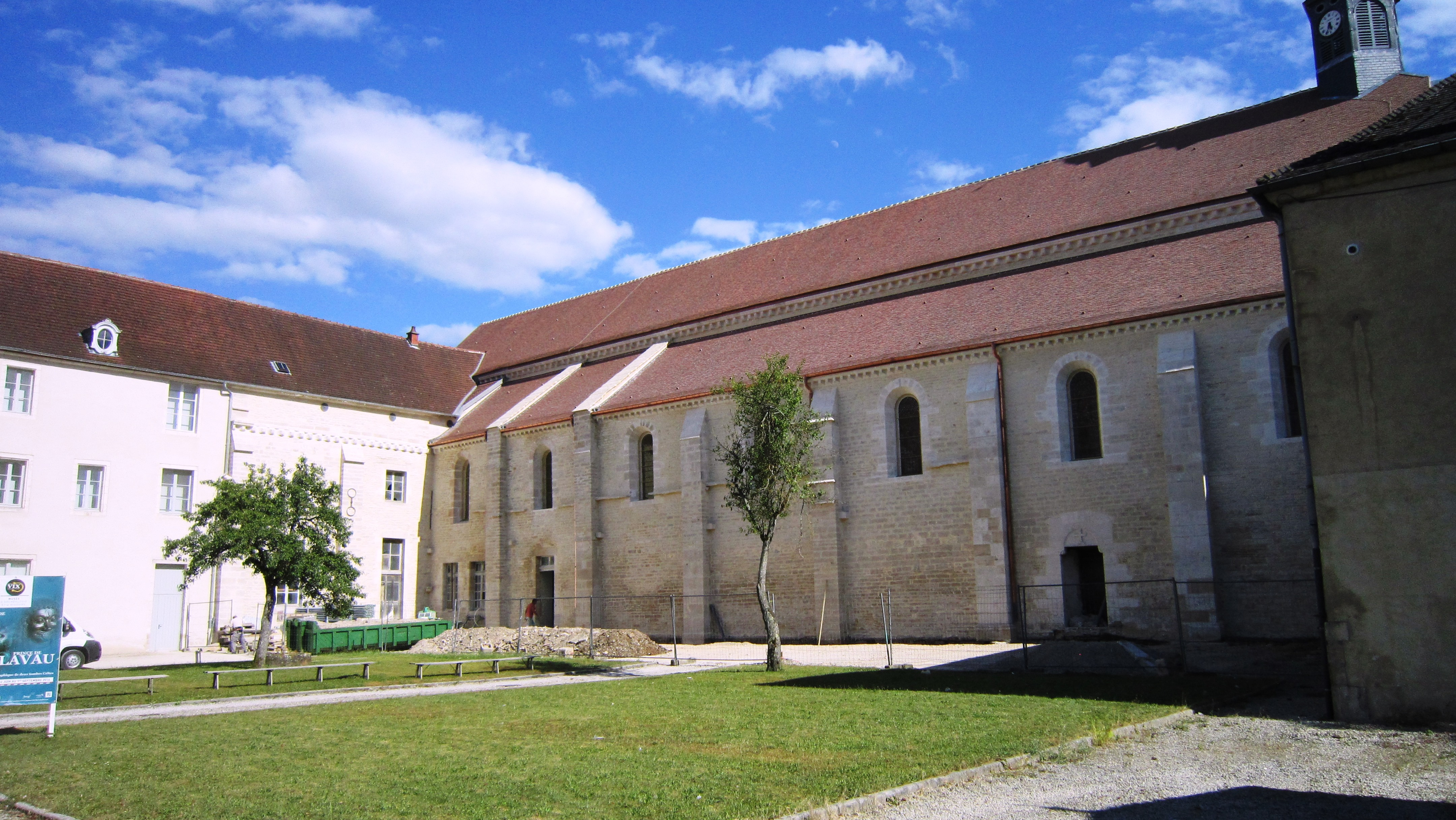
沙蒂永地区博物馆（法语：Musée du Pays châtillonnais）
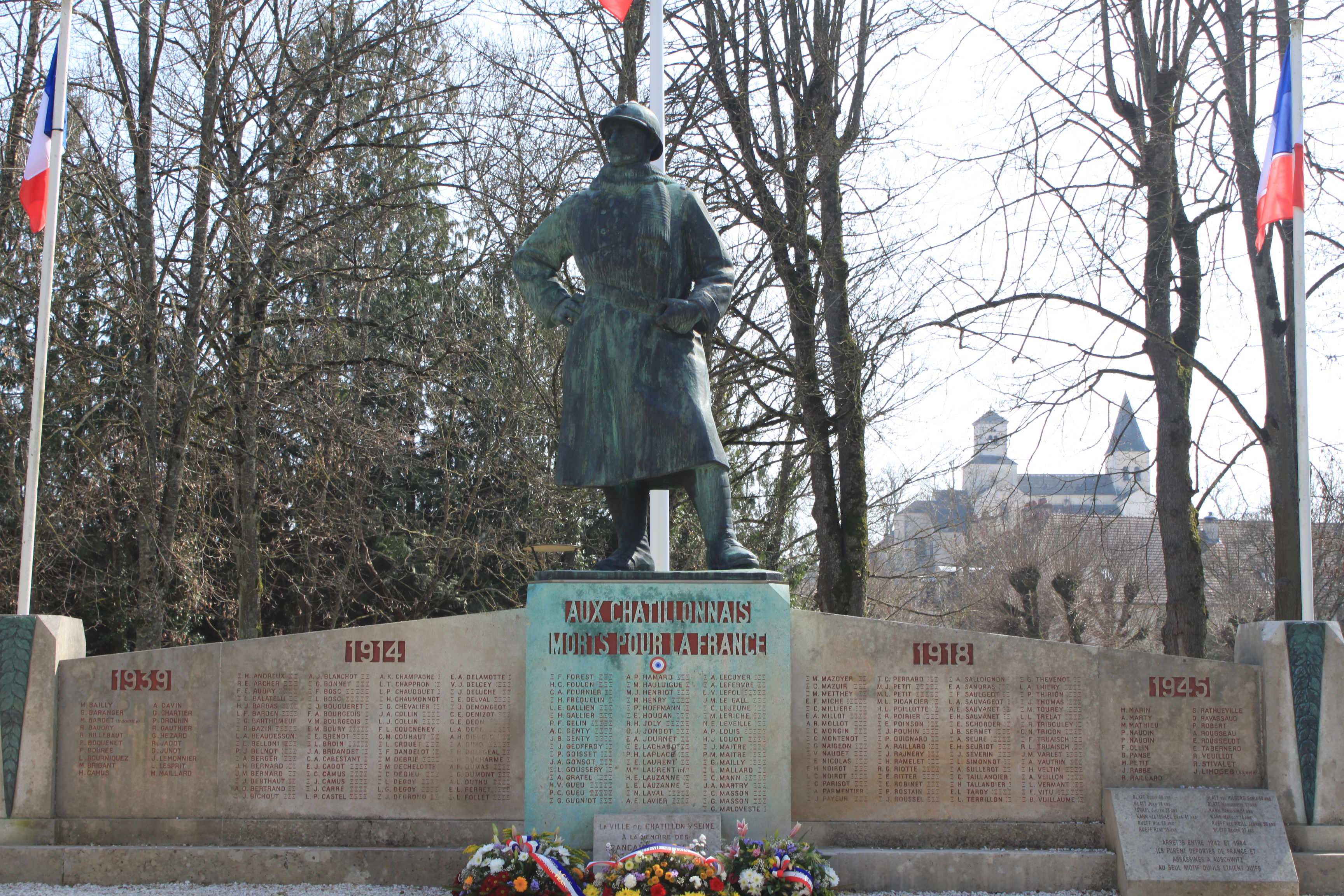
世界大战烈士纪念碑

### 旅游
塞纳河畔沙蒂永的旅游事务由其所属的公共社区负责。2020年，塞纳河畔沙蒂永境内共有3家宾馆共计46间房间，另有1个露营地，可容纳共46辆露营车。

### 媒体
法国主要的媒体均可在塞纳河畔沙蒂永接收，法国电视三台下属的勃艮第-弗朗什-孔泰大区频道在部分时段播出塞纳河畔沙蒂永所属区域的地方新闻。

## 相关人物
法国物理学家路易·保罗·卡耶泰、文学家德西雷·尼萨尔、建筑学家埃德姆·韦尔尼凯和手球运动员塞德里克·帕蒂出生于塞纳河畔沙蒂永。

## 友好城市
截至2020年10月，塞纳河畔沙蒂永共与一座城市互为友好城市关系：
- 德国 拉策堡